# Jaap Stam
Jakob Stam (Kampen, Overijssel, 17 de julio de 1972), conocido como Jaap Stam, es un exfutbolista y entrenador neerlandés que jugaba en la posición de defensa central. Actualmente se encuentra sin club tras dirigir al Football Club Cincinnati de la MLS de Estados Unidos.

## Trayectoria

### Como jugador

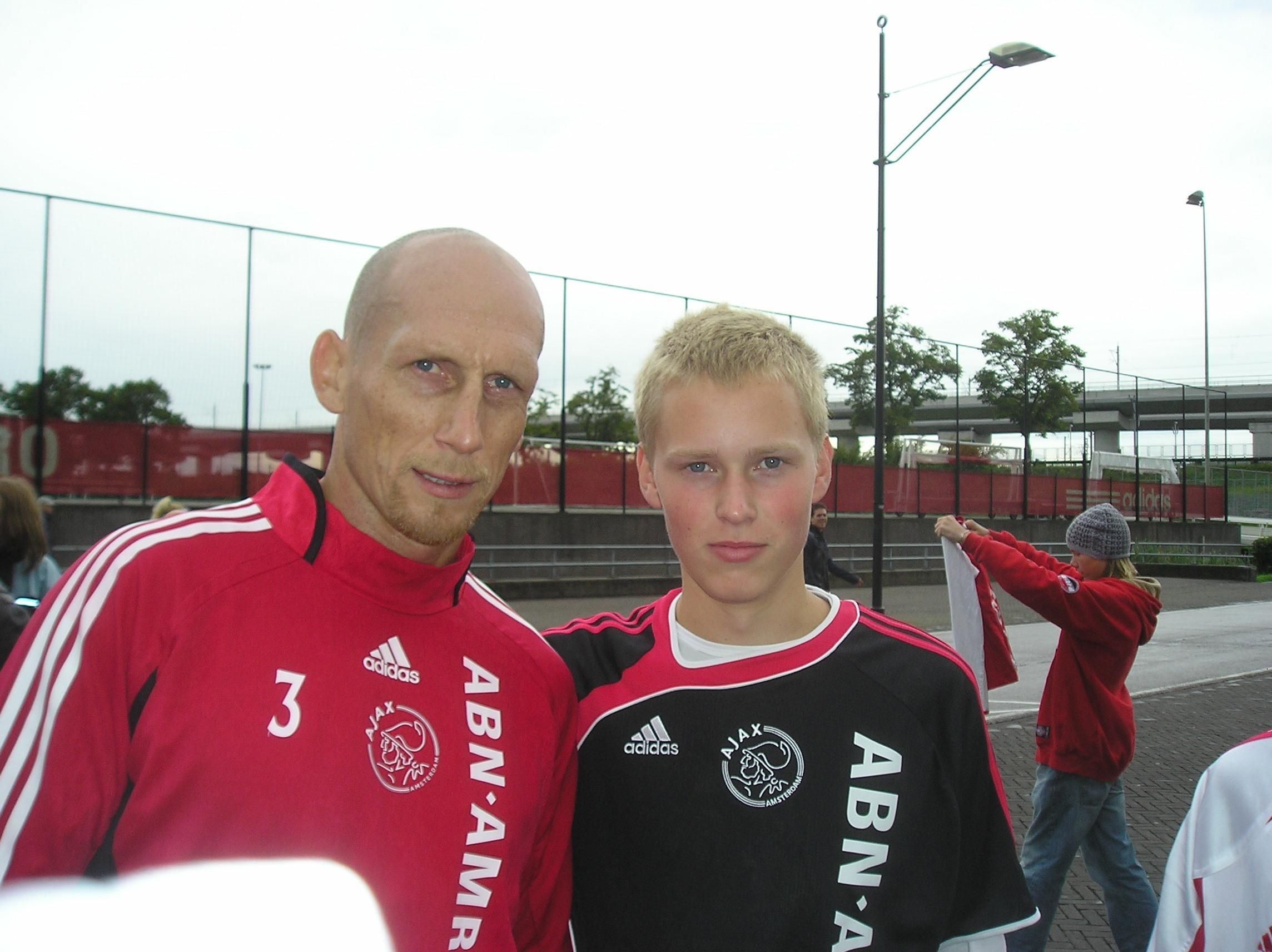
Jaap Stam con un hincha del Ajax

#### Inicios
Nacido en Kampen, Overijssel, Stam comenzó su carrera en el club de fútbol amateur local DOS Kampen. El 25 de agosto de 1992, Stam hizo su debut profesional con el FC Zwolle en un empate 1-1 contra el SC Heracles en la Eerste Divisie. Se convirtió en un titular del primer equipo de inmediato y se mudó al club de la Eredivisie Cambuur Leeuwarden para la temporada siguiente, pero descendió en su primera temporada, lo que lo llevó de regreso a la Eerste Divisie. Dos temporadas en Cambuur le valieron una transferencia al club de la Eredivisie Willem II. En Willem II, inmediatamente impresionó al nivel de la Eredivisie, lo que significó su avance final. Una sorprendente victoria en casa por 1-0 sobre el Ajax llevó a la transferencia de Stam al PSV Eindhoven en la misma temporada en la que finalmente ganaron la KNVB Cup, su primer trofeo profesional.

#### PSV
Fue un jugador clave para el PSV en la temporada 1996-97, ya que el equipo ganó el campeonato de liga de la Eredivisie y la Supercopa de los Países Bajos. Individualmente, Stam ganó el premio VVCS al Futbolista del Año.
En 1998, Stam se convirtió en el más caro defensor de la historia cuando el Manchester United lo compró por £10,6 millones.

#### Manchester United
Stam pasó tres temporadas en el Manchester United, tiempo durante el cual el United ganó tres Premier League, una FA Cup, la Copa Intercontinental y la Liga de Campeones de la UEFA . Marcó su único gol para el club en la victoria a domicilio por 6-2 contra el Leicester City. Fue nombrado mejor defensa de la Liga de Campeones dos años consecutivos, en 1999 y en 2000.
A principios de la temporada 2001-02, Stam fue vendido de forma controvertida a Lazio en Italia después de que el técnico del Manchester United Sir Alex Ferguson se molestara por las acusaciones que Stam había hecho en su autobiografía Head to Head sobre el club. Stam hizo numerosas declaraciones en el libro sobre sus puntos de vista sobre los jugadores rivales y alegó que el enfoque de Ferguson para comprarlo se realizó sin el permiso del PSV. Más tarde, Simon Kuper informó que, contrariamente a la creencia inicial, Ferguson había notado que los números de tacleadas de Stam estaban disminuyendo y simplemente asumió que el defensor había superado su punto máximo de juego.
En 2007, sin embargo, Ferguson describió la decisión de vender a Stam como un error: "En ese momento acababa de regresar de una lesión en el tendón de Aquiles y pensamos que acababa de perder un poco. Recibimos la oferta de Lazio, 16,5 millones de libras por un central de 29 años. Era una oferta que no podía rechazar. Pero en términos de juego fue un error. Sigue jugando en el Ajax a un muy buen nivel". En el informe financiero, el Manchester United anunció que la tarifa era de 15,3 millones de libras esterlinas; Lazio declaró que la tarifa era de 16 millones de libras esterlinas.

#### Lazio
Su carrera se vio truncada en el equipo italiano cuando en un examen antidopaje dio positivo, por consumir nandrolona. Fue el segundo jugador de la Lazio suspendido en 2001, después de Fernando Couto. Stam fue suspendido por cuatro meses, y luego de esta sanción, ayudó al equipo a quedar cuarto en la Serie A en la temporada 2003-04 y a conseguir la Copa Italia. 

#### Milan
En 2004 fue fichado por el AC Milan, y fue subcampeón de Europa, tras caer con los rossoneri en la final de la Liga de Campeones de la UEFA ante el Liverpool.

#### Ajax
El 30 de enero de 2006, se anunció que volvería a la Eredivisie y jugaría en el Ajax, donde firmó un contrato de dos años por un traspaso de 2,5 millones de euros. Stam fue nombrado capitán del equipo a su llegada al club. En su primera temporada, ganó tanto la Supercopa como la Copa nacional; se agregó otra Supercopa a sus trofeos al comienzo de la temporada 2007-08.
El 29 de octubre de 2007, Stam anunció su retiro del fútbol profesional con efecto inmediato después de jugar seis partidos de liga con el Ajax en la temporada 2007-08. Su último juego fue en un empate 0-0 contra NEC el 30 de octubre de 2007.

### Como entrenador

#### Inicios
En 2009, Stam se convirtió en entrenador asistente de PEC Zwolle, y el 30 de octubre fue nombrado entrenador interino. Después de su período con Zwolle, Stam escribió un contrato de tres años con Ajax en 2013 como entrenador asistente, y como entrenador defensivo a partir de la Eredivisie 2013-14. El 28 de mayo de 2014, Stam fue revelado como uno de los nuevos entrenadores del Jong Ajax, el equipo de reserva en la Eerste Divisie. Se le unió Andries Ulderink y firmaron un contrato a partir del 1 de julio de 2014 y duraron hasta el 30 de junio de 2016.

#### Reading
El 13 de junio de 2016, Stam fue nombrado gerente del Reading en un contrato inicial de dos años. Disfrutó de una exitosa primera temporada con el club, lo que los llevó a los play-offs del Championship. El 4 de julio de 2017, Stam firmó una nueva extensión de contrato de dos años con Reading, manteniéndolo en el club hasta 2019. El 21 de marzo de 2018, Reading anunció que Stam había dejado al club con un efecto inmediato después de conseguir apenas una victoria en 18 partidos de liga, dejó al equipo en la posición N°20.

#### PEC Zwolle
El 28 de diciembre de 2018, Stam fue nombrado nuevo entrenador del PEC Zwolle en un contrato de año y medio.

#### Feyenoord
El 6 de marzo de 2019, Feyenoord anunció que Stam sucedería a Giovanni van Bronckhorst como el nuevo entrenador del Feyenoord. Firmó un contrato de dos años, a partir del 1 de junio de 2019. Después de una derrota de 0-4 ante el Ajax, Stam renunció el 28 de octubre de 2019, diciendo: "He pensado en esto durante mucho tiempo. Mi conclusión final es que es mejor para el club, los jugadores y para mí si me aparto".

#### FC Cincinnati

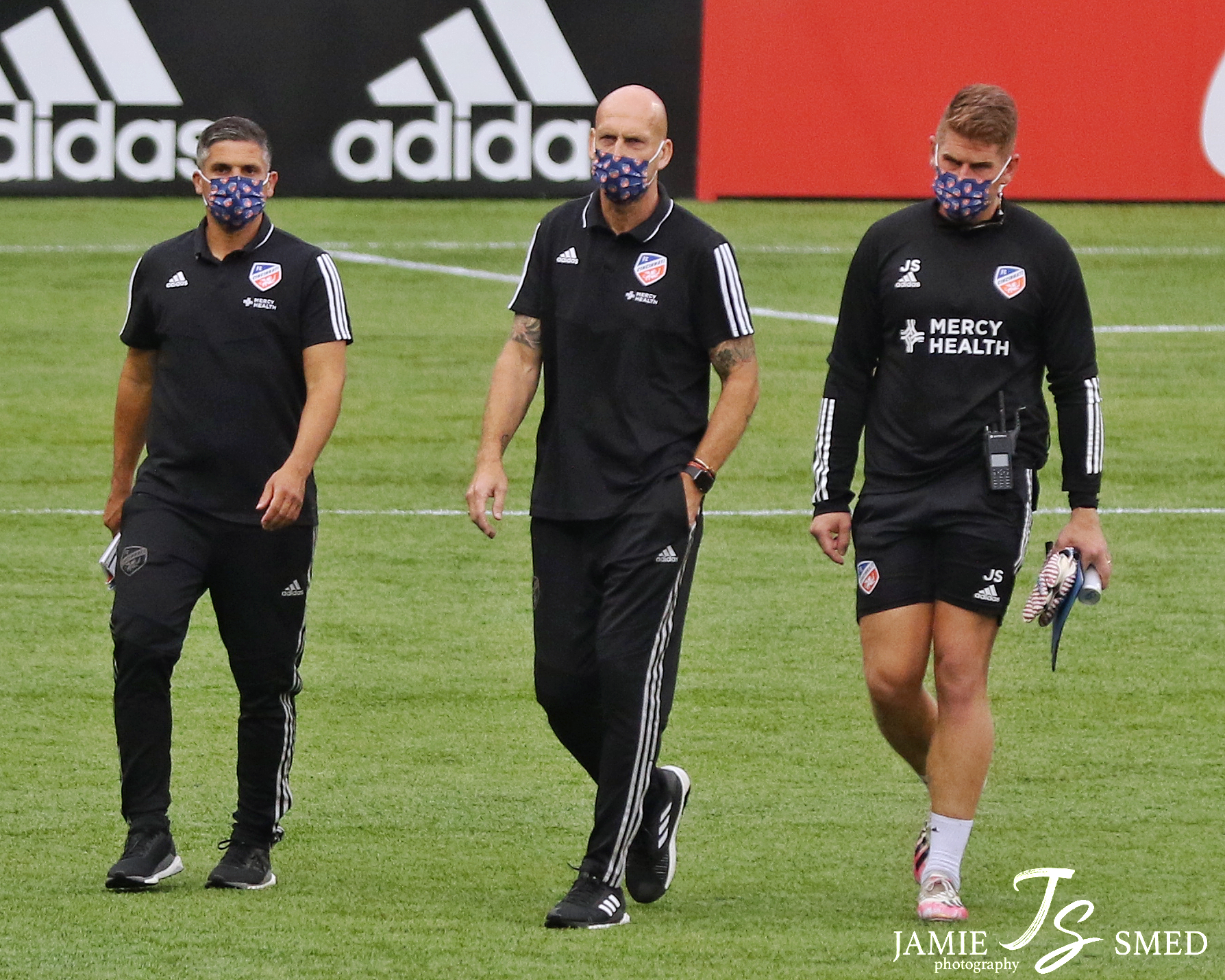
Stam (centro) como entrenador del FC Cincinnati en agosto del 2020

El 21 de mayo de 2020, FC Cincinnati anunció que Stam sucedería al entrenador interino Yoann Damet. Firmó un contrato de año y medio. El neerlandés fue despedido el 27 de septiembre de 2021, con el club en el anteúltimo lugar en la  Conferencia Este después de haber ganado cuatro de 25 juegos.

## Selección nacional
Stam debutó con la Oranje el 24 de abril de 1996, en la derrota de su selección ante Alemania. Jugó la Copa Mundial de Fútbol de 1998, celebrada en Francia, además de la Eurocopa de 2000 y 2004. En el campeonato mundial consiguió el cuarto puesto, tras la derrota ante Croacia; mientras que en las competencias europeas logró un tercer y cuarto puesto, respectivamente.
En total vistió la camiseta de la selección en 67 ocasiones, anotando un total de 3 goles.

### Participaciones en Copas del Mundo
| Mundial                        | Sede    | Resultado   |
| ------------------------------ | ------- | ----------- |
| Copa Mundial de Fútbol de 1998 | Francia | Semifinales |

### Participaciones en Eurocopa
| Eurocopa         | Sede                   | Resultado        |
| ---------------- | ---------------------- | ---------------- |
| Eurocopa de 1996 | Inglaterra             | Cuartos de final |
| Eurocopa de 2000 | Bélgica y Países Bajos | Semifinales      |
| Eurocopa de 2004 | Portugal               | Semifinales      |

## Clubes

### Como jugador
| Club               | País         | Año       |
| ------------------ | ------------ | --------- |
| FC Zwolle          | Países Bajos | 1992-1993 |
| Cambuur Leeuwarden | Países Bajos | 1993-1995 |
| Willem II          | Países Bajos | 1995      |
| PSV Eindhoven      | Países Bajos | 1995-1998 |
| Manchester United  | Inglaterra   | 1998-2001 |
| SS Lazio           | Italia       | 2001-2004 |
| AC Milan           | Italia       | 2004-2006 |
| Ajax Ámsterdam     | Países Bajos | 2006-2008 |

### Como entrenador
- Actualizado al último partido dirigido el 26 de septiembre de 2021.

| Club          | País           | Año       | PJ  | PG | PE | PP | Efectividad |
| ------------- | -------------- | --------- | --- | -- | -- | -- | ----------- |
| Reading       | Inglaterra     | 2016-2018 | 98  | 40 | 23 | 35 | 48.64 %     |
| PEC Zwolle    | Países Bajos   | 2018-2019 | 17  | 7  | 3  | 7  | 47.06 %     |
| Feyenoord     | Países Bajos   | 2019      | 18  | 7  | 6  | 5  | 50 %        |
| FC Cincinnati | Estados Unidos | 2020-2021 | 47  | 8  | 13 | 26 | 26.24 %     |
| Total         | Total          | Total     | 180 | 62 | 45 | 73 | 42.77 %     |

## Palmarés

### Títulos nacionales
| Título                        | Club              | País         | Año       |
| ----------------------------- | ----------------- | ------------ | --------- |
| Copa de los Países Bajos      | PSV               | Países Bajos | 1995-96   |
| Supercopa de los Países Bajos | PSV               | Países Bajos | 1996      |
| Eredivisie                    | PSV               | Países Bajos | 1996-97   |
| Supercopa de los Países Bajos | PSV               | Países Bajos | 1997      |
| Premier League                | Manchester United | Inglaterra   | 1998-99   |
| FA Cup                        | Manchester United | Inglaterra   | 1998-99   |
| Premier League                | Manchester United | Inglaterra   | 1999-2000 |
| Premier League                | Manchester United | Inglaterra   | 2000-01   |
| Copa de Italia                | Lazio             | Italia       | 2003-04   |
| Supercopa de Italia           | AC Milán          | Italia       | 2004      |
| Supercopa de los Países Bajos | Ajax              | Países Bajos | 2006      |
| Copa de los Países Bajos      | Ajax              | Países Bajos | 2006-07   |
| Supercopa de los Países Bajos | Ajax              | Países Bajos | 2007      |

### Títulos internacionales
| Título                       | Club              | Sede   | Año     |
| ---------------------------- | ----------------- | ------ | ------- |
| Liga de Campeones de la UEFA | Manchester United | España | 1998-99 |
| Copa Intercontinental        | Manchester United | Japón  | 1999    |

### Distinciones individuales
| Distinción                     | Año              |
| ------------------------------ | ---------------- |
| Zapato de Oro neerlandés       | 1997             |
| Futbolista neerlandés del Año  | 1997             |
| Equipo del año de la ESM       | 1999             |
| Defensa del Año de la UEFA     | 1999, 2000       |
| Equipo ideal del año de la PFA | 1999, 2000, 2001 |